# تشاك هيتون
تشاك هيتون (بالإنجليزية: Chuck Heaton)‏ هو صحفي أمريكي، ولد في 22 أغسطس 1917 في يونكيرس في الولايات المتحدة، وتوفي في 7 فبراير 2008 في ويست ليك في الولايات المتحدة.